# Petrine Sonne
Johanne Petrine Sonne, född 25 november 1870 i Köpenhamn, död 26 maj 1946 i Vedbæk, var en dansk skådespelare. Hon var syster till skådespelaren Valdemar Møller. Sonne filmdebuterade 1907.

## Filmografi i urval
- 1922 – Sol, sommar och studentskor
- 1923 – Livets karneval
- 1923 – Lilla Lisa lätt på tå
- 1925 – Kova, konst, kolifej
- 1926 – Tappra tusenkonstnärers triumf
- 1927 – Vid Västerhavets vågor
- 1933 – Köpenhamnsluft
- 1934 – København, Kalundborg og - ?
- 1938 – Bolettes brudefærd
- 1940 – Säg det med swing
- 1941 – Alla gå kring och förälska sig
- 1941 – Thummelumsen
- 1942 – En herre i frack
- 1943 – Hans Onsdagsveninde
- 1943 – Som du vil ha' mig
- 1943 – Drama på slottet
- 1944 – Mordets melodi
- 1944 – Åtta ackord
- 1945 – Man älskar blott en gång
- 1946 – Svar med amatörfoto